# موريس إنجل
موريس إنجل (بالإنجليزية: Morris Engel)‏ هو كاتب سيناريو ومصور سينمائي ومصور ومخرج أمريكي، ولد في 18 أبريل 1918 في بروكلين في الولايات المتحدة، وتوفي في 5 مارس 2005 في نيويورك في الولايات المتحدة.

## وصلات خارجية
- موريس إنجل على موقع IMDb (الإنجليزية)
- موريس إنجل على موقع روتن توميتوز (الإنجليزية)
- موريس إنجل على موقع ألو سيني (الفرنسية)
- موريس إنجل على موقع أول موفي (الإنجليزية)
- موريس إنجل على موقع قاعدة بيانات الأفلام السويدية (السويدية)
- موريس إنجل على موقع قاعدة بيانات الفيلم (الإنجليزية)
- موريس إنجل على موقع كينوبويسك (الروسية)